# یئونگدونگپو-دونگ
یئونگدونگپو-دونگ (به لاتین: Yeongdeungpo-dong) یک منطقهٔ مسکونی در کره جنوبی است که در Yeongdeungpo District واقع شده‌است.